# Kanon Wakeshima
Kanon Wakeshima (分島花音, Wakeshima Kanon; nascida em 28 de junho de 1988) é uma cantora e violoncelista japonesa. Produzida por Mana, Wakeshima estreou dentro da gravadora DefStar Records em 28 de maio de 2008 com o single "Still Doll", o tema de encerramento para a adaptação em anime da série de manga Vampire Knight. Ela também emprestou sua voz para uma empregada doméstica que aparece no oitavo episódio da série. o segundo single de Wakeshima, "Suna no Oshiro", lançado em 12 de novembro de 2008, foi usado como tema de encerramento para a segunda temporada da série (intitulada Guilty).
Veio, então, seu segundo trabalho, denominado "Shoujo Jikake no Libretto: Lolitawork Libretto", lançado em 7 de julho. Seguido pelo terceiro single "Calendula Requiem", é uma parceria dela com o baixista do An Cafe, Kanon. Os dois se uniram para formar o "kanon×kanon", com o propósito de fazer a nova música tema de abertura do anime 屍鬼 (Shiki), exibido pela TV Fuji. O quarto single, chama-se "Koi no Doutei" , e também é mais uma parceria dela e Kanon.

## Biografia
Kanon Wakeshima (分島花音) iniciou sua vida na música aos 3 anos de idade, e de lá para cá suas habilidades foram delicadamente aprimoradas com a utilização de violoncelo barroco e também participando de concertos em conjunto. Há pelo menos 4 anos a garota vem se destacando como vocalista na própria escola, e assim que surgiu uma oportunidade de abraçar a carreira profissional ao se dedicar a um teste da Sony Music, Kanon não pestanejou. Naturalmente, ela ganhou o concurso e no dia 28 de maio lançou seu primeiro single chamado “Still Doll” – lançado pela Defstar Records –, e que também poderá ser conferido no encerramento do anime Vampire Knight

## Discografia
| Álbuns                                         | Álbuns | Álbuns | Álbuns | Álbuns |
| Álbum de estúdio                               | Ano    |        |        |        |
| ---------------------------------------------- | ------ | ------ | ------ | ------ |
| Shinshoku Dolce                                | 2009   |        |        |        |
| Shoujo Jikake no Libretto: Lolitawork Libretto | 2010   |        |        |        |
| Singles                                        |        |        |        |        |
| "Still Doll"                                   | 2008   |        |        |        |
| "Suna no Oshiro"                               | 2008   |        |        |        |
| "Calendula Requiem"                            | 2010   |        |        |        |
| "Koi no Doutei"                                | 2011   |        |        |        |